# روووما ۱۴۲۷
سیارک ۱۴۲۷ (به انگلیسی: 1427 Ruvuma، نامگذاری:1937KB) هزار و چهارصد و بیست و هفتمین سیارک کشف شده‌است که در ۱۶ مه ۱۹۳۷ کشف شد.
قدر مطلق سیارک برابر ۱۰٫۷۰ است.